# Olívia Ortiz
Olívia Ortiz (París, 13 de febrero de 1987) es una actriz, modelo, youtuber y presentadora de televisión de nacionalidad portuguesa.

## Carrera
Se licenció en Fisioterapia por la Escola Superior de Saúde Dr. Lopes Dias del Instituto Politécnico de Castelo Branco, área en la que trabajó durante dos años. Comenzó su carrera como modelo en 2009, ganando un concurso internacional de belleza en Oxfordshire, Reino Unido, y convirtiéndose en la embajadora mundial de la marca de relojes de lujo TW Steel. En los dos años siguientes representó a su país en muchos concursos internacionales, siendo destacada una de las 50 mujeres más bellas del mundo por la publicación Global Beauties en 2010.
A partir de 2012 comenzó a aparecer en la televisión. Presentó el programa GuestList, transmitido por TVI. Ha interpretado el papel de Vanessa Cristina en la telenovela Destinos Cruzados, de Helena Noronha en la serie I Love It y de Liliana Neves en Mulheres.
En 2017, fue la conductora del reality show Fora De Horas del programa Biggest Deal emitido por TVI.
En 2018, presentó la post gala del programa Secret Story 7 y Secret Story: O Reencontro emitidos por TVI.

## Filmografía

### Televisión
| Año       | Título            | Rol                   | Notas | Cadena          |
| --------- | ----------------- | --------------------- | ----- | --------------- |
| 2015      | Ora Acerta        | Presentadora          |       | TVI             |
| 2014-2015 | Mulheres          | Liliana Neves         |       | TVI             |
| 2013-2014 | I Love It         | Helena Noronha        |       | TVI             |
| 2013-2014 | Guestlist         |                       |       | TVI             |
| 2013-2014 | Destinos Cruzados | Vanessa Cristina      |       | TVI             |
| 2013      | Maison Close      | Infirmière Préfecture |       | Noé Productions |
| 2012      | VIP               | Presentadora          |       | MVMtv           |
| 2012      | Doce Tentação     | Recepcionista         |       | TVI             |
| 2012      | Anjo Meu          | Secretaria            |       | TVI             |

### Cine
- 2012 - Psicose (corto)
- 2012 - Regret - Film - Nuno Madeira Rodrigues (largometraje)
- 2012 - Não há almoços grátis (corto)